# سید محمد مجاهد
سید محمد مجاهد طباطبایی(زاده ۱۲۸۰ه ق _ درگذشته ۱۲۴۲ ه ق) مشهور به سید محمد مجاهد از فقها و مراجع تقلید شیعه بود که فتوای وی در جهاد با روس معروف است. وی فرزند سید علی (صاحب ریاض) است و در سال ۱۱۸۰ ق. در خانه یکی از سادات دانشور کربلا به دنیا آمد. پدربزرگ مادری‌اش علامه محمدباقر وحید بهبهانی بود.

## نسب
سید محمد مجاهد از سادات طباطبایی است که نَسَبِ ایشان به ابراهیم طباطبا پسر اسماعیل دیباج  پسر ابراهیم غمر  پسر حسن مثنی  پسر حسن مجتبی می‌رسد. 

## اساتید
- سید علی طباطبایی (پدرش)
- جعفر کاشف الغطا
- سید محمدمهدی بحرالعلوم (علامه بحرالعلوم)

زمانی که سید محمد طباطبایی در اصفهان اقامت اختیار کرد، حوزه علمیه اصفهان یکی از حوزه‌های معتبر جهان شیعه به شمار می‌آمد و شاگردان برجسته وحید بهبهانی یا تربیت‌یافتگان شاگردان او از رونق و اعتبار برخوردار بودند؛ بزرگانی چون محمدتقی رازی، محمد ابراهیم کلباسی، سید محمدباقر شفتی.
سیّد محمد طباطبایی در مدت ده سال اقامت در اصفهان در جوّ مناسب حوزه اصفهان تنها به تدریس و تألیف مشغول بود و از پذیرش دیگر مناصب چشم پوشیده بود. وی پس از شنیدن خبر وفات پدرش در سال ۱۲۳۲ ق. عازم عراق شد و در کاظمین مقیم گشت و به انجام امور علمی پرداخت و مرجعیت شیعیان را بر عهده داشت.

## شاگردان
- ملاغلامرضا آرانی[۴]
- سید ابراهیم موسوی قزوینی معروف به صاحب کتاب ضوابط (متوفی ۱۲۶۲ ق).
- مولی محمد صالح برغانی (متوفی ۱۲۸۳ ق).
- ملا محمد نوری.
- سید محمدعلی شهرستانی (متوفی ۱۲۸۷ ق).
- ملا حسن یزدی (متوفی بعد از ۱۲۴۲ ق).
- شیخ احمد کرمانشاهی (متوفی ۱۲۳۵ ق).
- ملا اسدالله بروجردی (متوفی ۱۲۷۱ ق).
- ملا صفر علی لاهیجانی (متوفی قبل از ۱۲۴۶ ق).
- شریف العلما مازندرانی (متوفی ۱۲۶۴ ق).
- سید شفیع بروجردی (متوفی ۱۲۸۰ ق).[۵]

## تالیفات
- المفاتیح فی الاصول
- المناهل فی فقه آل الرسول
- جامع الاخبار (در فقه به منزله دائرةالمعارفی در زمینه فقه شیعه بوده‌است)
- الجهادیه (رساله‌ای در زمینه جهاد)
- مشکوه الجهاد فی ترجمه مصابیح الجهاد (رساله‌ای در زمینه جهاد)[۶]

## جنگ‌های ایران و روس و فتوای جهاد
در دوران زعامت سیّد محمد طباطبایی، دوره دوم جنگهای ایران و روس آغاز گردید و روحانیت به زعامت ایشان در آن نقش مؤثر را به عهده داشتند و به همین سبب نیز ایشان به سید مجاهد شهرت یافت.
دوران سلطنت فتحعلی شاه که بخشی از آن معاصر با زندگی  مجاهد بود، یکی از حساس‌ترین و بحرانی‌ترین مراحل تاریخ ایران و جهان محسوب می‌شود. در آن زمان در میان دولت‌های قدرتمند جهان رقابت شدیدی در دست یابی به مناطق آسیا و آفریقا شروع شده بود. در این میان کشور ایران به دلایلی در آسیا از اهمیت خاصی برخوردار بود و از این در میدان رقابت قدرت‌های استعماری قرار داشت.
پس ازجنگ‌های دوره اول ایران و روسیه و شکست ایران در سال ۱۲۲۸ ق. پیمان متارکه جنگ موسوم به عهدنامه گلستان بین ایران و روسیه به امضا رسید و به موجب آن، دربند، باکو، شیروان، قراباغ و قسمتی از خاک ایران جدا و به روسیه ملحق شد ودولت ایران از هر گونه ادعایی نسبت به گرجستان و داغستان و مینگرلی و آبخازی صرف نظر کرد.
اما در اثر تعیین نشدن خط مرزی بین دو کشور، بار دیگر از سوی روس‌ها اختلاف بروز کرد و مساعی عباس میرزا ولیعهد فتحعلی شاه، که از آغاز جنگ‌های دوره اول در آذربایجان فرماندهی جنگ را به عهده داشت، نیز برای تعیین مرز به جایی نرسید. پس از آن صلح سیزده ساله‌ای (از عهدنامه گلستان تا آغاز جنگ‌های دوره دوم) بین ایران و روسیه به وجود آمد. در طی این سال‌ها فتحعلی شاه بارها سعی کرده بود از طریق مسالمت‌آمیز مناطق اشغالی ایران را باز پس بگیرد، اما دولت روسیه از این امر خودداری می‌کرد. در سال ۱۲۴۱ اخبار ناگواری تهران را برآشفت. روس‌ها محصولات زراعت‌کاران اهالی مناطق اشغال شده را به اجبار از آنان می‌گرفتند. روس‌ها مسلمانان را مجبور می‌کردند که کودکان خود را به مدارس مسیحی بفرستند. آنان به مساجد و قرآن اهانت می‌کردند و اهالی مسلمان را از هر جهت در تنگنا قرار داده بودند. اهالی مناطق اشغالی با ارسال نامه‌ای به مرجع دینی زمان، سید محمد مجاهد وضع خود را تشریح کرده و از او خواستند که فکری به حال آن‌ها بکند.
از سوی دیگر عباس میرزا نیز توسط برخی از نزدیکان خود مجاهد را از وضعیت موجود مطلع کرد و از وی استمداد نمود. هدف عباس میرزا از این کار جلب نظر مرجعیت شیعه و آنگاه وادار کردن شاه به مقابله با تجاوزات و تعدیات قوای روس بود. همان گونه که شاه و ولیعهد ش در جنگ دوره اول نیز از علما استمداد کردند.
در آن برهه، علما از جمله شیخ جعفر کاشف الغطا نیز با نوشتن رساله‌های جهادیه و ترغیب مردم به جنگ با نیروهای روسیه، حیاتی تازه به قوای ایران بخشیدند. در چنین موقعیتی مجاهد دیگر علما را از وقایع مطلع کرد و همه در صدور فتوا ی جهاد علیه روسیه متفق شدند.
پس از آن وی با ارسال نامه‌هایی به فتحعلی شاه از او خواست تا جلو ظلم و تعدی قوای روس را بگیرد؛ که اگر او این کار را نکند، خود برای آن قیام خواهد کرد
پس از صدور فتوای جهاد سید مجاهد به همراه جمعی از علما و طلاب به ایران مهاجرت کرد و در تهران علما را به پایتخت دعوت نمود. به دنبال این دعوت علما در تهران گرد آمدند و در جنگ با روسیه متفق گردیدند.
پس از آمادگی و اعزام نیروها، سیدمجاهد و جمعی از علما از جمله  محمد جعفر استرآبادی، ملا محمد تقی برغانی، میرزا عبدالوهاب قزوینی، ملا احمد نراقی، سید نصرالله استرآبادی، سید محمد قزوینی، سید عزیزالله مجتهد طالشی و آخوند ملا محمد مامقانی به تبریز مهاجرت کردند.
سید محمد مجاهد و همراهان، برای برانگیزاندن مردم آذربایجان و وانمود کردن این که این حرکت و خیزش، با پشتیبانی تأیید، همراهی و همگامی علما شکل گرفته و مردم باید از جان و دل مایه بگذارند، به سوی آذربایجان حرکت می‌کند.
جنگ‌های دوره دوم ایران و روسیه بدون اعلان رسمی شروع شد. در عوض نیروهای ایران در سه هفته موفق شدند اغلب نقاطی را که به موجب عهدنامه گلستان به روسیه تسلیم شده بود به کمک اهالی محل باز پس بگیرند.
اما در مرحله بعد به دلیل بی کفایتی شاه و خیانت برخی از دولتی‌ها، کمک لازم به عباس میرزا نرسید و با توجه به قدرت ارتش تزاری در داشتن سلاح، نیروهای روسی به پیروزی‌های فراوانی دست یافتند و قسمت‌های زیادی از ایران را اشغال کرده از رود ارس گذشتند و تبریز اشغال شد و خوی و ارومیه نیز به اشغال ارتش روس درآمد.
در این هنگام، انگلیس که منافع خود را در خطر می‌دید، وساطت کرد و عهدنامه ترکمانچای امضا شد که به موجب آن امتیازات فراوانی از سوی دولت یران به حکومت تزاری روس داده شد.
جنگ دوم، به سبب پیمان‌شکنی روس و دست اندازی به شهرها و سرزمین‌هایی که در قرارداد گلستان، نامی از آن‌ها برده نشده، شعله‌ور گردیده‌است. آن‌ها با مسلمانان سرزمین‌های اشغالی رفتار نامناسبی داشتند. عباس میرزا این وضعیت را به علمایی چون سید محمد مجاهد گزارش نمود که در مجموع نوعی رضایتمندی حکومت قاجار و علما در این جهاد دیده می‌شود.
سید محمد مجاهد قبل از اتمام جنگ دوم ایران و روسیه بیمار شد و از تبریز به قزوین سفر کرده و در آنجا از دنیا رفت.  پس از فوت، جنازه وی به  کربلا منتقل شده و در کربلا در حاشیه شمالی بین الحرمین دفن شد.